# Olga Loizu
Olga Loizu gr. Ολγα Λοΐζου (ur. 3 grudnia 1961)  – cypryjska pływaczka, olimpijka.
Wzięła udział w Letnich Igrzyskach Olimpijskich 1980. Wystartowała  na 100 m kraulem (odpadła w eliminacjach).